# Калиновка (Есильский район)
Калиновка (каз. Калиновка) — упразднённое село в Есильском районе Северо-Казахстанской области Казахстана. Входило в состав Амангельдинского сельского округа. Исключено из учётных данных в 2024 году.
Код КАТО — 594235200.

## География
Расположено между озёрами Жаркаин, Пёстрое и Широкое.

## Население
В 1999 году население села составляло 239 человек (116 мужчин и 123 женщины). По данным переписи 2009 года в селе проживало 46 человек (21 мужчина и 25 женщин).